# Pierre Jacquot de Villeneuve
Pierre Jacquot de Villeneuve est un architecte français, né à Paris, et mort dans la même ville le 16 octobre 1730,.

## Biographie
Il achète une charge de juré expert pour la ville de Paris au sieur Convers, en 1718, pour 6 000 livres. Il est dit dans l'acte de vente qu'il est architecte et pensionnaire du roi. Il est surtout actif dans le quartier du Marais.
Il est probablement le sieur de Villeneuve, architecte, qui construit l'hôtel de la Tour du Pin, no 75 rue Vieille-du-Temple, pour Pierre-Nicolas Bertin, trésorier des parties casuelles du roi, en 1724-1725.
Il est présenté pour être désigné par le roi comme architecte de la 2e classe de l'Académie royale d'architecture, en 1723. Il est finalement promu par le roi, le 15 novembre 1728, parmi le 8 nouveaux architectes de la 2e classe choisis en application des lettres patentes prises pour la nouvelle réorganisation de l'académie.

## Famille
Pierre Jacquot de Villeveuve a été marié le 2 janvier 1717 à Marie-Élisabeth Trotin-Désert (1693-1751) dont il a :
- Jean-Baptiste Jacquot de Villeneuve
  - Antoine Jacquot de Villeneuve, né à Paris vers 1761, il émigre à l'île de France avant 1787. Il est mort à Saint-Benoît sur l'île de La Réunion en 1811.
- André-Pierre Jacquot de Villeneuve, né vers 1727, mort à Saint-Benoît en 1787. Il est arrivé à l'Isle Bourbon en 1752 sur le Mascarin. Il s'est marié le 15 novembre 1756, à Saint-Benoît, avec Geneviève de Kenland Gaulette (1739-1812) :
  - Charles Jacquot de Villeneuve (vers 1757-1816) ;
  - Louis-Joseph Jacquot de Villeneuve-Champierre (1758-1799), marié le 19 juillet 1785 avec Marie Françoise Sidonie Justamond (1766-1830)
    - André Pierre Joseph Jacquot de Villeneuve-Champierre, né en 1791 à Saint-Benoît. Procureur général et conseiller colonial en 1843. Marié en premières noces à sa cousine Suzanne Marguerite Jacquot de Villeneuve, décédée en 1815, puis, en secondes noces à Amanthe Chérie Aguier (1795- ) dont il a eu huit enfants, dont :
      - André Marie Frédéric de Villeneuve (1826-) marié à Amélie Aurore Célinie ;
        - Alexis Champierre de Villeneuve marié à Félicie Cannel ;
          - Frédéric Joseph Marcel Champierre de Villeneuve (1905-1996)
          - Alexis de Villeneuve (1906-1946)